# 후안 안토니오 바요나
후안 안토니오 가르시아 바요나(스페인어: Juan Antonio García Bayona, 1975년 5월 9일~)는 스페인 바르셀로나 출신의 영화 감독이다. 영화 《오퍼나지: 비밀의 계단》(2007), 《더 임파서블》(2012)로 알려져 있다. 그리고 이 두 작품으로 고야상 감독상을 수상했다. 쥬라기 공원 영화 시리즈 5편의 감독으로 내정되었다.

## 연출 작품 목록

### 영화
| 연도 | 제목                   | 원제                           | 비고                                                          |
| ---- | ---------------------- | ------------------------------ | ------------------------------------------------------------- |
| 2007 | 오퍼나지: 비밀의 계단  | The Orphanage                  | 고야 신인감독상 수상 고야 각색상 수상 고야 작품상 후보        |
| 2012 | 더 임파서블            | The Impossible                 | 가우디 감독상 가우디 유럽 영화상 고야 감독상 고야 작품상 후보 |
| 2016 | 몬스터 콜              | A Monster Calls                |                                                               |
| 2018 | 쥬라기 월드: 폴른 킹덤 | Jurassic World: Fallen Kingdom |                                                               |
| 2023 | 안데스 설원의 생존자들 | La sociedad de la nieve        |                                                               |

### 텔레비전 드라마
- 페니 드레드풀